# إدوارد أورورك
إدوارد أورورك (بالبولندية: Edward O'Rourke)‏ هو أسقف بولندي، ولد في 26 أكتوبر 1876 في Basina, Belarus ‏ في روسيا البيضاء، وتوفي في 27 يناير 1943 في روما في إيطاليا.